# Louis Julien
Pour les articles homonymes, voir Julien.
Louis Julien né le 14 octobre 1955 dans le 12e arrondissement de Paris où il est mort le 11 août 2023,, est un acteur français.

## Biographie
Son père est le comédien André Julien.
Au cinéma, il interprète entre autres le premier rôle du film Parlez-moi d'amour de Michel Drach (1975), et un personnage dont le père est joué par Alain Delon dans Comme un boomerang, de José Giovanni.
Il publie son premier roman en 1985, intitulé La Vandale, qui lui vaut d'être invité à l'émission de télévision Apostrophes du 15 février 1985.
En 2003, il publie le roman Paris Aubusson Paris qui obtient le prix du roman gay.
Dans les années 2010, il se consacre à une activité de peintre, exposant dans quelques galeries.

## Filmographie partielle

### Cinéma
- 1971 : Out 1 : Noli me tangere de Jacques Rivette
- 1975 : Parlez-moi d'amour de Michel Drach
- 1976 : Comme un boomerang, de José Giovanni
- 1981 : Le Roi des cons de Claude Confortès
- 1982 : Le Rat noir d'Amérique, court métrage de Jérôme Enrico
- 1983 : La vie est un roman d'Alain Resnais
- 1985 : Trois hommes et un couffin de Coline Serreau
- 1988 : Envoyez les violons de Roger Andrieux

### Télévision
- 1973 : Le Drakkar de Jacques Pierre